# 3-я Гражданская улица
Тре́тья Гражда́нская у́лица — улица в Восточном административном округе города Москвы на территории Муниципального округа (района) Богородское. Проходит от Кузнецовской улицы до Алымова переулка. Нумерация домов ведётся от Кузнецовской улицы.

## История
Названа 7 июня 1922 года. Прежнее название — 3-я Мещанская улица.
На этой улице с начала XX века в двухэтажном бараке (не сохранился) проживала семья героя-лётчика Н. Ф. Гастелло. Состав семьи менялся, и перед началом Великой Отечественной войны здесь в 13-метровой комнате проживало 9 человек: сам лётчик, его родители, супруга, сын, сестра, брат с женой и ребёнком.

## Расположение
Третья Гражданская улица проходит от Кузнецовской улицы до Алымова переулка.
- Третью Гражданскую улицу пересекает:
  - 1-я Прогонная улица.

Третья Гражданская улица проходит параллельно:
- Глебовскому переулку
- Бульвару Маршала Рокоссовского
- 1-й Гражданской улице
- 2-й Гражданской улице
- 4-й Гражданской улице

## Примечательные места, здания и сооружения

### Здания
Всего зданий: 25; наибольший номер дома — 70.

| - 1 - 2 - 2а - 3 - 4 | - 6 - 6с1 - 17 - 35 - 35с1 | - 35с2 - 35с3 - 35с5 - 35с6 - 35с8 | - 35с9 - 45а - 47 - 47а — стадион «Спартаковец» - 52 - 54 | - 54а - 58 - 58а - 64 - 70 |

## Транспорт

### Наземный транспорт
Остановки транспорта
| От станции метро «Преображенская площадь»: - Остановка «1-я Прогонная улица»: Автобус: № 80 Трамвай: №№ 2, 7, 11, 46 От станции метро «Преображенская площадь»: - Остановка «Детская улица»: Автобус: № 86 | От станции метро «Бульвар Рокоссовского»: - Остановка «1-я Прогонная улица»: Автобус: № 80 Трамвай: №№ 2, 7, 46 От станции метро «Бульвар Рокоссовского»: - Остановка «Детская улица»: Автобус: 86, 265 |

### Ближайшая станция метро
1. Станция метро «Бульвар Рокоссовского» (на транспорте).
2. Станция метро «Преображенская площадь» (на транспорте).

### Железнодорожный транспорт
1. Станция МЦК «Бульвар Рокоссовского» (на транспорте).